# Puerta de Santa María
La Puerta de Santa María (en polaco: Brama Mariacka) es una puerta de agua situada en la ciudad de Gdansk, Polonia. Se encuentra en el río Motława en Długie Pobrzeże, a la salida de la calle Mariacka y al lado de la Casa de la Sociedad Natural.

## Historia
La puerta tiene características góticas tardías. Probablemente fue construido en el último cuarto del siglo XV (y se mencionó por primera vez en 1484), sobre la planta de un rectángulo alargado de aproximadamente 25 m × 7,3 m, cerrando la salida de la calle Mariacka. Se diferencia de la puerta vecina de Chlebnica por una mayor asimetría y torretas octogonales más masivas que flanquean la fachada este. En la planta baja hay un pasaje sobre el que se colocan los escudos de armas: del lado de Motława, el escudo de armas del Reino de Polonia, acompañados del escudo de armas de Gdansk y el escudo de armas de la Prusia Real en el lado los lados "inclinados" (el llamado arco heráldico), y desde el lado de la calle Mariacka, el escudo de armas de Gdańsk sostenido por dos leones. Las fachadas están divididas por blendas (en parte dobles), cerradas en la parte superior con un doble arco apuntado. El conjunto está cubierto con un techo a dos aguas con una cresta paralela al río Motława. Sobre los pasajes hay frontones almenados escalonados, que se agregaron durante la reconstrucción de la puerta después de su destrucción en 1945.
En el siglo XVI, la puerta perdió su importancia militar y fue reconstruida en apartamentos. Después de una destrucción considerable en 1945, la puerta fue reconstruida en 1958-61 y se le asigno un nuevo uso, alojar el Museo Arqueológico. Durante la reconstrucción, las habitaciones de la puerta se conectaron con la vecina Casa de la Sociedad Natural.
En 1998, se construyó una placa en conmemoración de Alexander von Humboldt y sus conexiones con Gdansk, incluida la membresía honoraria en la Sociedad Natural de Gdańsk, desde el lado del río Motława.

## Galería de imágenes

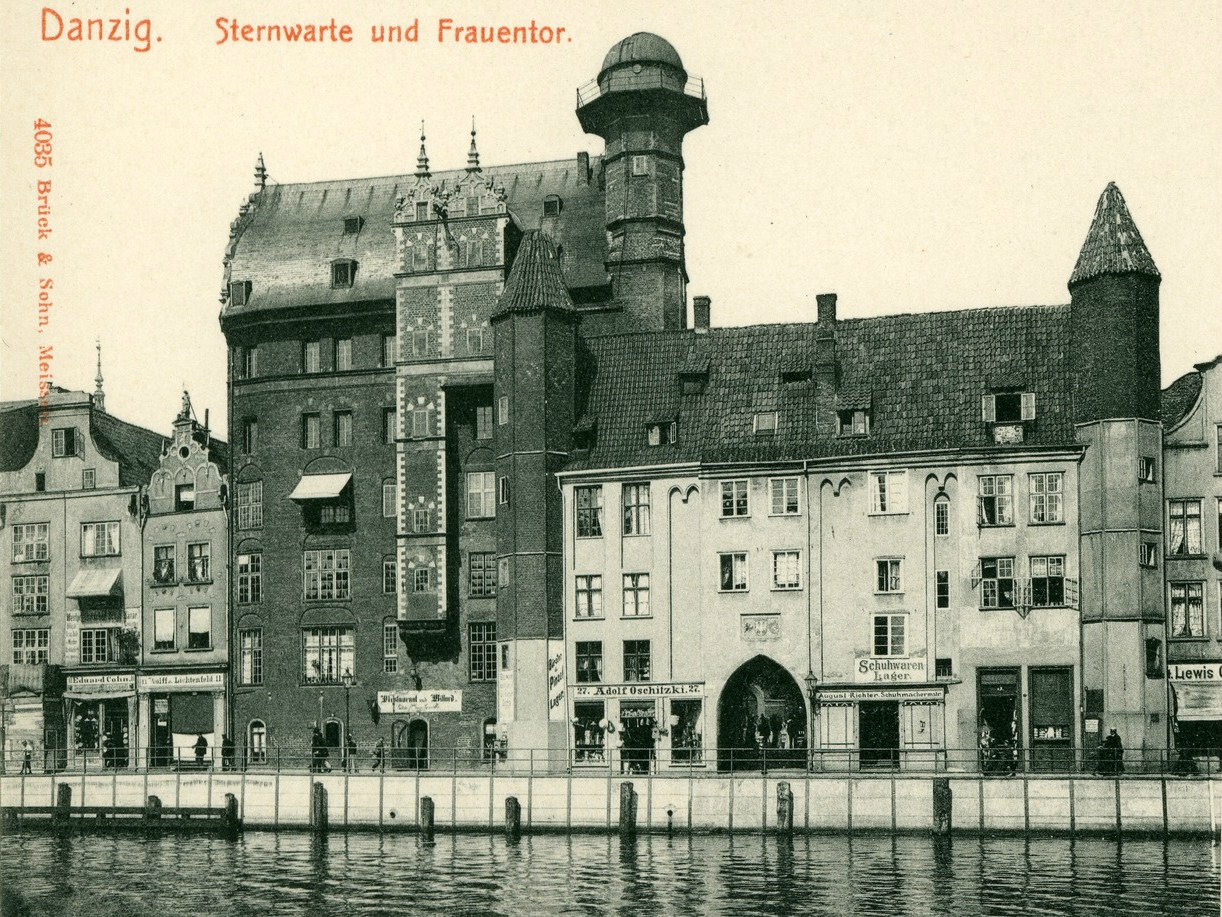
Puerta y Casa de la Sociedad Natural (a la izquierda), principios del siglo XX.
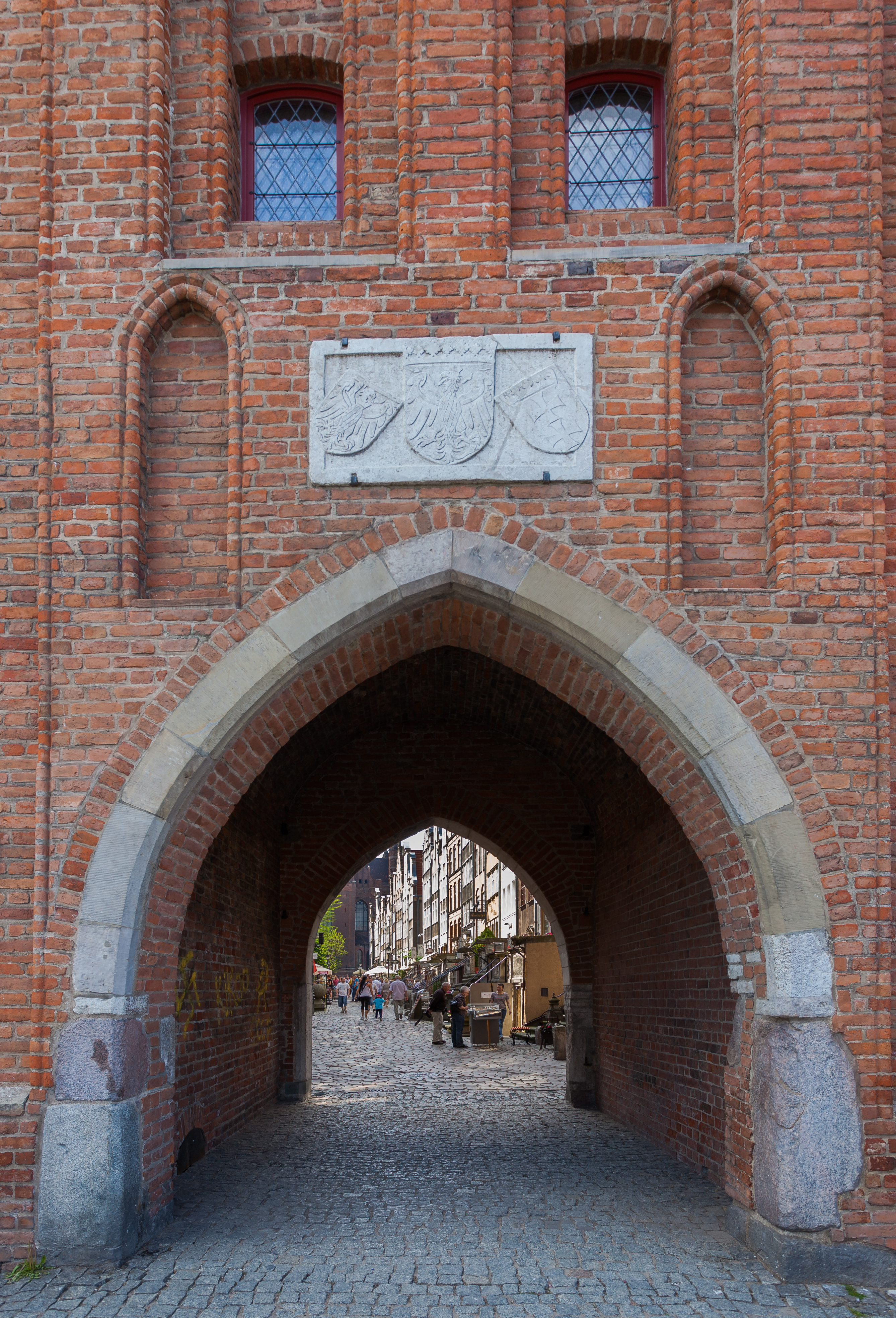
Vista desde el lado del río.
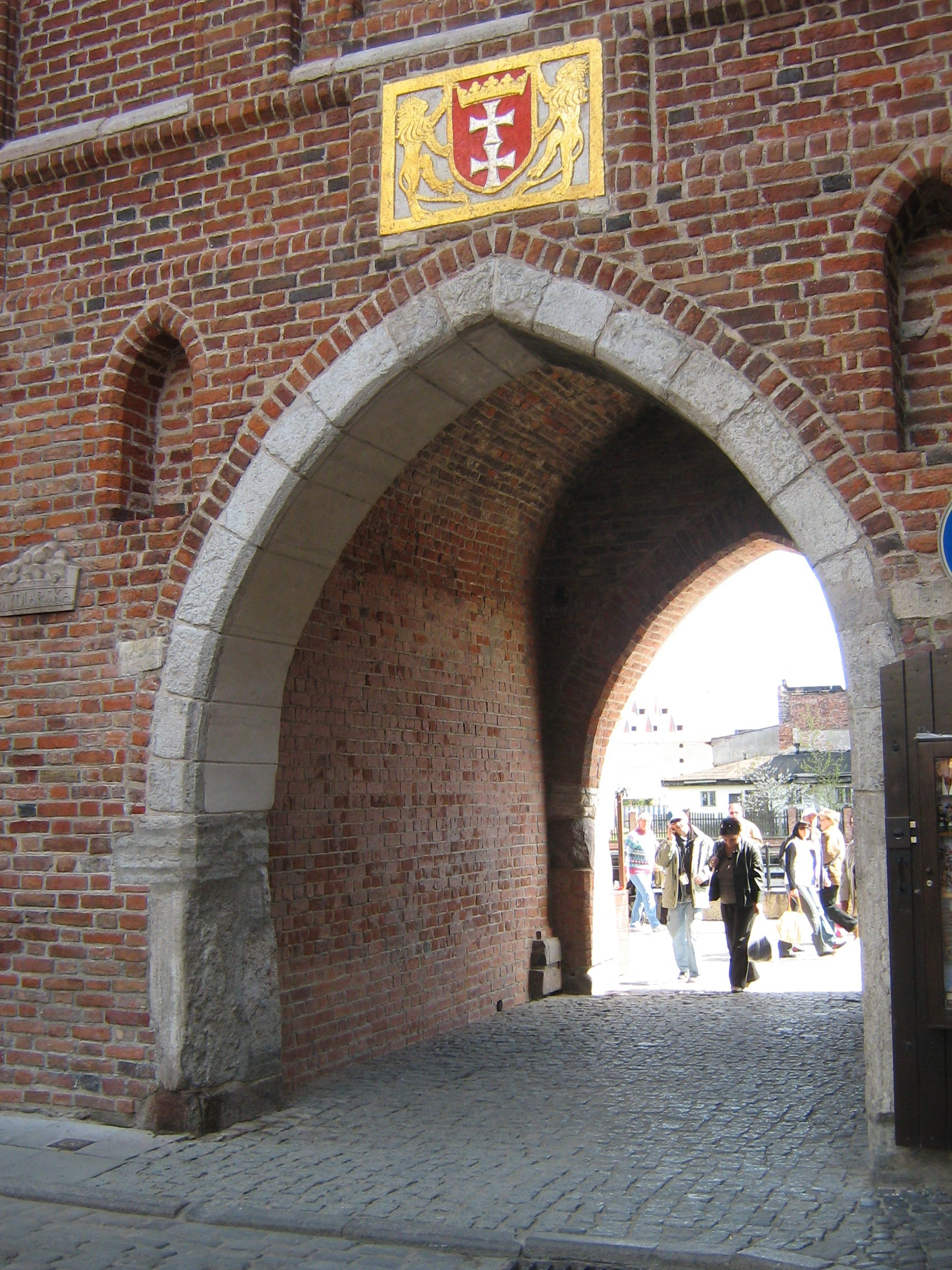
Vista desde el lado opuesto.